# Улица Академика Опарина
У́лица Акаде́мика Опа́рина (до 14 мая 1981 года — часть проектируемого проезда № 4989) — улица в Юго-Западном административном округе города Москвы на территории Обручевского района и района Коньково. Пролегает с северо-востока на юго-запад. Расположена между улицей Миклухо-Маклая и улицей Островитянова. С северо-запада к улице примыкает улица Саморы Машела. Нумерация домов начинается от улицы Миклухо-Маклая.

## Происхождение названия
Названа 14 мая 1981 года в честь А. И. Опарина (1894—1980), биолога и биохимика. Расположена в районе, где сосредоточены улицы, названные именами русских учёных.

## История
Улица возникла в конце 1970-х годов и являлась границей территории Российского университета дружбы народов имени Патриса Лумумбы. В 1979 году в конце улицы построено протяжённое здание Всесоюзного научно-исследовательского центра по охране здоровья матери и ребёнка (позднее центр получил новое название). Долгое время это здание было единственным на улице (поэтому именно на нём открыли мемориальную доску, которая была утрачена в 2011 году). В 1986 — 1991 годах по части улицы проходил автобусный маршрут № 776. В ноябре 2002 года по улице провели другой автобусный маршрут № 145. В 2008 году на углу с улицей Саморы Машела началось строительство новых домов. Остальная часть улицы остаётся незастроенной.

## Здания и сооружения
По чётной стороне:
- № 4 — ГУ «Научный центр акушерства, гинекологии и перинатологии им. В. И. Кулакова» Росмедтехнологий (1978—1979, архитекторы Л. Б. Карлик и А. П. Дмитриева)

## Транспорт
По улице проходят автобусы 145, 273, 718, с13, с976.